# 目黒雅也

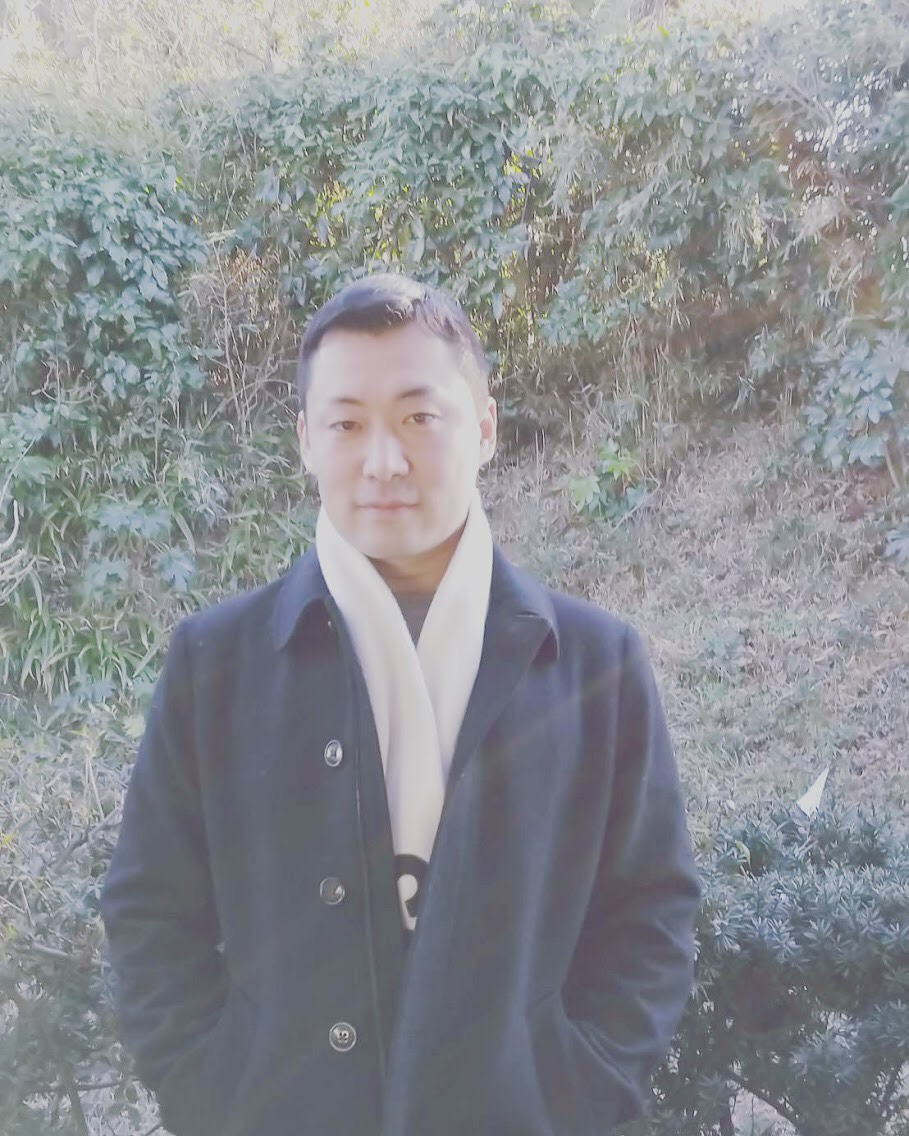

目黒 雅也（めぐろ まさや、1977年4月6日 - ）は、日本のイラストレーター。

## 作品

### 絵本
- 『あれたべたい』（絵：目黒雅也、2016年6月、あかね書房）ババロア絵本。
- 『ネコのなまえは』（絵：目黒雅也、2017年6月、絵本館）ネコ絵本。
- 『しらとりくんはてんこうせい』（絵：目黒雅也、2018年2月、あかね書房）枡野浩一の自伝的童話。

### Web連載
- モヤモヤすっきり短歌
- アデイonline 二丁目の一夜の一首